# Afrojack
Afrojack, pseudonimo di Nick van de Wall (Spijkenisse, 9 settembre 1987), è un disc jockey, produttore discografico e remixer olandese di origini surinamesi.
Nel 2007 ha fondato l'etichetta discografica Wall Recordings; il suo album di debutto Forget the World è stato pubblicato nel 2014. Dal 2010 è regolarmente presente nella Top100Djs della rivista DJ Mag, con il piazzamento più alto al 6º posto nel 2021 e nel 2022. È anche amministratore delegato di LDH Europe.

## Biografia
Nato e cresciuto a Spijkenisse, Paesi Bassi. Sua madre è olandese e suo padre è surinamese. Nick ha iniziato molto presto a immergersi nel mondo della musica: all'età di 5 anni ha iniziato l'apprendimento del pianoforte. Crescendo, durante i suoi studi, ha trascorso la maggior parte del suo tempo ad ascoltare vari generi musicali. A 11 anni scopre il sequencer FL Studio, un noto programma per comporre musica elettronica, con il quale inizia a muovere i primi passi nella produzione di brani, e ancora oggi lo utilizza.
Nel 2006 è uscito il suo primo singolo, F*ck Detroit. Al suo ritorno nei Paesi Bassi, crea numerosi titoli sperando di pubblicarli su qualche etichetta. Con l'aiuto di Sidney Samson e Laidback Luke, DJ di fama internazionale nonché suoi connazionali, incide il singolo In Your Face, che raggiunge il 60º posto nella Top100 olandese e 3° nella dance chart olandese.
Nel 2007 inizia ad evolvere i suoi progetti sotto lo pseudonimo di Afrojack, determinato a diventare un grande DJ e produttore. Produce anche con noti artisti internazionali, come David Guetta, Josh Wink, Dave Clarke, Laidback Luke, Fedde Le Grand, Erick E, Sidney Samson, Chuckie, Marco V, Benny Rodrigues e Roog.
Nello stesso anno, Afrojack crea una sua etichetta discografica, la Wall Recordings.
Ma la svolta decisiva arriva nell'estate del 2010, quando si incontra con la cantante connazionale Eva Simons, con cui realizza la hit Take Over Control, pubblicata in digitale nei Paesi Bassi il 14 agosto 2010, e il 22 settembre 2010, sempre in digitale, anche nel resto del mondo grazie ad iTunes. Il brano riscuoterà successo in tutto il mondo, caratterizzando le dancefloor e le radio per tutto l'inverno 2010/2011 e la primavera 2011. Il 12 ottobre 2010 è avvenuta anche la première del video del singolo, pubblicato su YouTube il 20 ottobre seguente. Visto il successo ottenuto con i download, da novembre 2010 a marzo 2011 il brano è stato stampato in diverse nazioni anche su formato vinile 12" e CD singolo.
Successivamente, mentre il brano Take Over Control entrava nelle classifiche dei singoli più venduti, Afrojack collabora con Ne-Yo, Pitbull e Nayer per realizzare un'altra hit electro dance dal successo mondiale: Give Me Everything, pubblicata nel marzo 2011. Nell'estate dello stesso 2011 produce una hit con suoni decisamente più duri intitolata No Beef, con la collaborazione del dj Steve Aoki e della cantante Miss Palmer.
Nell'inverno 2011/2012, si incontra con i 3 fratelli cantanti Shermanology e realizza il brano Can't Stop Me, pubblicato sul web il 24 gennaio 2012, e disponibile come download digitale dal 2 marzo 2012. Il 1º maggio 2012 viene anche pubblicato il video su YouTube, e il brano bissa il successo delle precedenti hit Take Over Control e Give Me Everything.
Con questi pezzi la popolarità di Afrojack è in crescente aumento: dal 2010 è ogni anno guest DJ all'evento musicale belga Tomorrowland. Nel 2010 è stato eletto al 19º posto della Top 100 DJs edita da DJ Mag ogni anno. Nel 2011, al suo secondo anno nella Top 100 DJs, viene eletto al 7º posto, grazie anche alle hit Take Over Control, Give Me Everything e No Beef.
Nel 2012 collabora con l'entourage di Micheal Jackson in occasione dell'uscita di Bad 25, con 2 remix della title track, di cui uno in collaborazione con Pitbull, presenti entrambi sul secondo disco di materiale extra, demo e inediti (disc two - bonus material).
Il 9 ottobre del 2013 entrò nella storia come unico DJ al mondo ad aver suonato la campana di chiusura della NASDAQ a New York. Nella stessa settimana ha lasciato l'impronta delle sue mani sulla Hollywood Walk of Fame, secondo DJ al mondo ad averlo fatto, preceduto solamente da David Guetta. Il 3 novembre 2017 ha pubblicato con David Guetta il singolo Dirty Sexy Money, che ha visto la partecipazione di Charli XCX e French Montana. Il 25 gennaio 2018 collabora con Sia e David Guetta al singolo Helium. Il 14 giugno 2019 esce We Got That Cool, singolo prodotto in collaborazione con Yves V ed Icona Pop diventato una hit in tutto il mondo.

## Vita privata
È sposato con l'ereditiera, cantante e showgirl italiana Elettra Lamborghini; la coppia si è fidanzata ufficialmente il 26 dicembre 2018 ed il 26 settembre 2020 è convolata a nozze a Villa del Balbiano, a Ossuccio, sul Lago di Como.

## Discografia

### Album in studio
- 2014 – Forget the World

### EP
- 2010 – Lost & Found
- 2011 – Lost & Found 2
- 2013 – It's a Matter Of...
- 2018 – Press Play

### Singoli

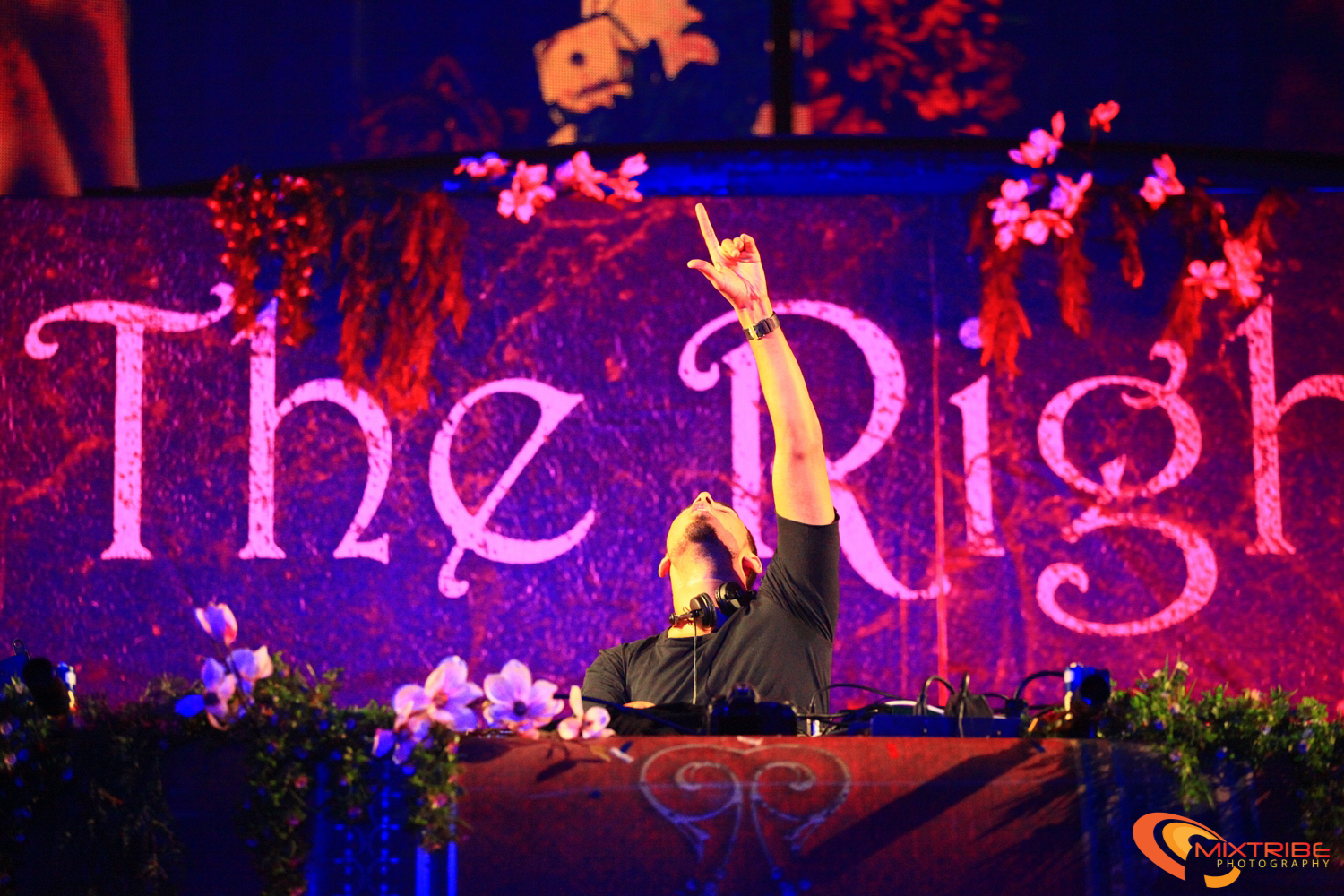
Afrojack al Tomorrowland nel 2013

- 2008 – Drop Down (Do My Dance) (con The Partysquad)
- 2008 – Space
- 2008 – Dinges (con Benny Rodrigues)
- 2009 – Ghettoblaster (con Bobby Burns)
- 2010 – Bangduck
- 2010 – Louder Than Words (con David Guetta feat. Niles Mason)
- 2010 – Real High (con Bobby Burns)
- 2010 – Maldito alcohol (vs. Pitbull)
- 2010 – A Msterdamn (vs. The Partysquad)
- 2010 – Take Over Control (feat. Eva Simons)
- 2011 – Tequila Sunrise (con Tocadisco)
- 2011 – Bridge (con Bobby Burns)
- 2011 – Chords
- 2011 – Doing It Right
- 2011 – Selecta (con Quintino)
- 2011 – Prutataaa (con R3hab)
- 2011 – Grindin (con Shermanology)
- 2011 – The Way We See the World (con Dimitri Vegas & Like Mike & NERVO)
- 2011 – No Beef (con Steve Aoki feat. Miss Palmer)
- 2011 – Lionheart
- 2012 – Can't Stop Me (con Shermanology)
- 2012 – Fatality
- 2012 – Rock the House
- 2012 – Annie's Theme
- 2013 – As Your Friend (feat. Chris Brown)
- 2013 – Air Guitar
- 2013 – The Spark (feat. Spree Wilson)
- 2014 – Ten Feet Tall (feat. Wrabel)
- 2014 – Musician
- 2014 – Do or Die (Remix) (vs. Thirty Seconds to Mars)
- 2014 – Dynamite (feat. Snoop Dogg)
- 2014 – Turn Up the Speakers (con Martin Garrix)
- 2015 – Crunk
- 2015 – Summerthing (con Mike Taylor)
- 2015 – Afroki (con Steve Aoki feat. Bonnie McKee)
- 2015 – Unstoppable
- 2016 – Hollywood (con Hardwell)
- 2016 – Hey (con Fais)
- 2016 – Taking You Back - D.O.D (Afrojack Edit)
- 2016 – Move to the Sound (con Laidback Luke feat. Hawkboy)
- 2016 – System (con Ravitez)
- 2016 – Gone (con Ty Dolla Sign)
- 2016 – Used To Have It Hall (con Fais)
- 2016 – The Great Escape (con Ravitez feat. Amba Shepherd)
- 2017 – Diamonds (con Jay Karama)
- 2017 – Life Good (con Cesqeaux)
- 2017 – Wafe Your Flags (con Luis Fonsi)
- 2017 – Another Life (con David Guetta feat. Ester Dean)
- 2017 – No Tomorrow (con Belly, O.T.Genis)
- 2017 – Keep It Low (con Mightyfools)
- 2017 – Hands Up! (con Hardwell)
- 2017 – Lost (con Oliver Rosa feat. Vassy)
- 2017 – Dirty Sexy Money (con David Guetta feat. Charli XCX e French Montana)
- 2017 – New Memories (con DubVision feat.Fais)
- 2018 – Bad Company (con Dirtcaps feat. Stush)
- 2018 – Never Break Your heart (con Wrabel)
- 2018 – Bed of Roses (con Stanaj)
- 2018 – 2012 (con Ravitez)
- 2018 – Started (con D.O.D)
- 2018 – One More Day (con Jewelz & Sparks)
- 2018 – Helium (con David Guetta vs Sia)
- 2018 – Step Back (con MC Ambush)
- 2018 – Bassride
- 2018 – Bringin It Back
- 2018 – My City (con Disto)
- 2019 – Sober (feat. Rae Sremmurd e Stanaj)
- 2019 – The Bass (con Chico Rose)
- 2019 – Switch (con Jewelz & Sparks feat. Emmalyn)
- 2019 – It Goes Like
- 2019 – Can't Lose (con Disto feat. Titus)
- 2019 – Back to Life (con DubVision)
- 2020 – All Night (feat. Ally Brooke)
- 2020 – 1234 (con Fedde Le Grand feat. MC Ambush)
- 2020 – Cloud 9 (con Chico Rose feat. Jeremih)
- 2020 – Hot (con SAYMYNAME)
- 2020 – Speechless (con Chico Rose feat. Azteck)
- 2020 – Hey Baby (con Imanbek feat. Gia Koka)
- 2020 – Wish You Were Here (con DLMT feat. Brandyn Burnette)
- 2020 – Up All Night (con Vinai feat. Hard Lights)
- 2020 – What Are We Waiting For? (con Ally Brooke)
- 2020 – 10 Years Later (come Kapuchon)
- 2021 – Start Over Again (con Mark Benjamin feat. Vula)
- 2021 – Boom Boom Pow (con Zafrir)
- 2021 – Stay Mine (con Timmy Trumpet)
- 2021 – Hero (con David Guetta)
- 2021 – All Night Long (con Azteck feat. Ally Brooke)
- 2021 – Anywhere with You (con Lucas & Steve e DubVision)
- 2021 – To the Floor (con Black V Neck)
- 2022 – Trampoline (con David Guetta feat. Missy Elliott, Bia e Doechii)
- 2022 – Worlds on Fire (con R3hab feat. Au/Ra)
- 2022 – Lose You (con James Arthur)
- 2023 – Shockwave (con R3hab)
- 2025 – Never Forget You

### Collaborazioni
- 2011 – Give Me Everything (Pitbull feat. Ne-Yo, Afrojack e Nayer)
- 2018 – Helium (Sia feat. David Guetta e Afrojack)
- 2019 – We Got That Cool (Yves V feat. Afrojack e Icona Pop)